# Allée des Oies
L'allée des Oies est une voie de circulation des jardins de Versailles, en France.

## Description
L'allée des Oies débute à l'ouest sur l'allée de l'Accroissement et se termine environ 920 m à l'est sur l'allée de Choisy.
Elle croise l'Avenue de la Tuilerie, l'Allée des Closeaux.